# Louis François Duret
Pour les articles homonymes, voir Duret.
Louis François Duret est un homme politique français, né le 19 janvier 1752 à Saint-Jean-d'Angély (Charente-Maritime) et mort le 23 décembre 1837 dans la même commune.

## Biographie
Louis François Duret est le fils de Louis Duret, bourgeois, marchand à La Grange d'Aujac, et de Marie Demarras. Marié à Marie Marguerite Guillonnet, il est le père de Louis Gabriel Duret et le beau-père de Jean Joseph Guillonnet de Merville.
Avocat au parlement de Paris et en la Sénéchaussée de Saint-Jean-d'Angély en 1779, il devient juge au tribunal de district en 1795, puis passe au tribunal de Saintes en 1797 et devient sous-préfet de Saint-Jean-d'Angély après le coup d'État du 18 Brumaire. 
Il est député de la Charente-Inférieure de 1803 à 1808.

## Sources
- « Louis François Duret », dans Adolphe Robert et Gaston Cougny, Dictionnaire des parlementaires français, Edgar Bourloton, 1889-1891 [détail de l’édition]